# Кичора (Горж)
Кичора (рум. Chiciora) насеље је у Румунији у округу Горж у општини Цанцарени. Oпштина се налази на надморској висини од 227 m.

## Становништво
Према подацима из 2002. године у насељу је живело 258 становника, од којих су сви румунске националности.